# Kings Highway (Australia)
Kings Highway (oznaczana jako droga krajowa 52) - nazwa drogi w Nowej Południowej Walii w Australii, łączącej miasta Canberrę z Batemans Bay. Przebiega przez parki narodowe Clyde River i pograniczu parków Bimberamala z Monga
W Batemans Bay, Kings Highway łączy się z drogą Princes Highway.

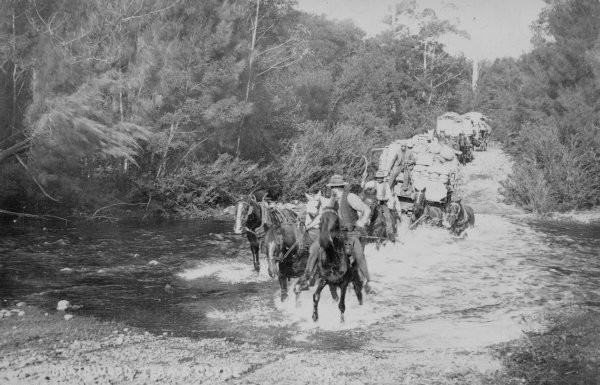
Droga Nelligen - Braidwood w 1902 r.

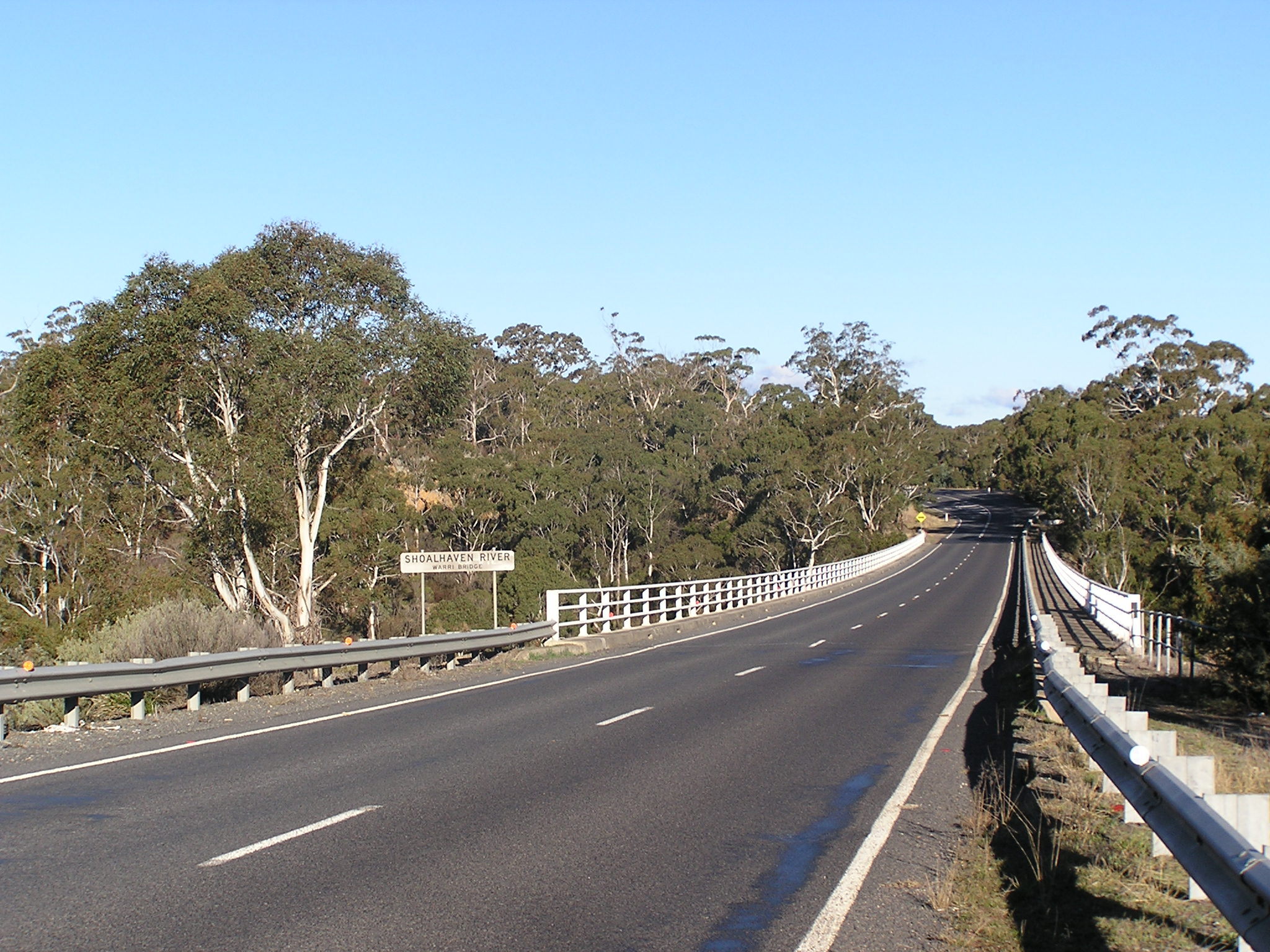
Braidwood